# Slovenië op het Eurovisiesongfestival 2025
Slovenië neemt deel aan het Eurovisiesongfestival 2025 dat wordt gehouden in de Zwitserse stad Bazel. Dit is de 31ste deelname aan het Songfestival voor Slovenië

## EMA 2025
EMA werd voor de 25ste keer georganiseerd door de Sloveense tv-zender RTVSLO. De finale vindt plaats op 1 februari 2025 in de  RTV Slovenija Studio 1 in Ljubljana. Raiven, de Sloveense kandidaat van 2024 en Gregor Strasbergar werden aangeduid als presentators. 
De finale vindt plaats op 1 februari 2025. De winnaar wordt bepaald in twee stemrondes. In de eerste ronde zullen vijf thematische jurygroepen, elk bestaande uit vijf leden, hun punten toekennen volgens hetzelfde systeem dat wordt gebruikt tijdens het Eurovisie Songfestival, namelijk 1–8, 10 en 12 punten. Deze jurygroepen selecteren twee inzendingen die doorgaan naar de tweede ronde. De jurygroepen bestaan uit muziekartiesten, songwriters en producers, radio- en televisiepersoonlijkheden, leden van OGAE Slovenië en internationale Eurovisie-influencers en journalisten.
In de superfinale zal de winnaar exclusief worden bepaald door televoting.
|   | Artiest    | Lied                            | Televoting | Plaats |
| - | ---------- | ------------------------------- | ---------- | ------ |
| 1 | Klemen     | "How Much Time Do We Have Left" | 8,895      | 1      |
| 2 | July Jones | "New Religion"                  | 4,400      | 2      |

## In Bazel
Klemen trad aan als 3de act in de eerste halve finale in Bazel. Hij wist zich niet te kwalificeren voor de grote finale.  Na afloop van de finale bleek dat Slovenië op de 13de plaats was geëindigd met 23 punten. 
1993 · 1994 · 1995 · 1996 · 1997 · 1998 · 1999 · 2000 · 2001 · 2002 · 2003 · 2004 · 2005 · 2006 · 2007 · 2008 · 2009 · 2010 · 2011 · 2012 · 2013 · 2014 · 2015 · 2016 · 2017 · 2018 · 2019 · 2020 · 2021 · 2022 · 2023 · 2024 · 2025
Albanië · Armenië · Australië · Azerbeidzjan · België · Cyprus · Denemarken · Duitsland · Estland · Finland · Frankrijk · Georgië · Griekenland · Ierland · IJsland · Israël · Italië · Kroatië · Letland · Litouwen · Luxemburg · Malta · Montenegro · Nederland · Noorwegen · Oekraïne · Oostenrijk · Polen · Portugal · San Marino · Servië · Slovenië · Spanje · Tsjechië · Verenigd Koninkrijk · Zweden · Zwitserland